# Архангельское (Плясоватское сельское поселение)
Арха́нгельское — село в Верхнехавском районе Воронежской области.
Входит в состав Плясоватского сельского поселения.

## Население
| 1859 | 1897 | 2000 | 2005 | 2010 |
| ---- | ---- | ---- | ---- | ---- |
| 415  | ↗743 | ↘159 | ↘132 | ↘125 |

## Улицы
- ул. Беляева,
- ул. Забугоровка,
- ул. Ленина,
- ул. Школьная.